# 黄冈高新技术产业开发区
黄冈高新技术产业开发区是位于湖北省黄冈市的国家级高新技术产业开发区。地处黄冈市新城区，周边交通便捷：距武汉天河国际机场90公里，与正在建设的鄂州花湖机场仅一江之隔。距京九铁路黄州站18公里，紧邻沪蓉高速、京珠高速，建有长江国家二级港，距离武汉中心城区60公里。辖区以黄冈经济开发区之名列为黄州区的一个类似乡级单位。

## 简介
1990年6月，经湖北省人民政府批准，黄州科技经济开发区挂牌成立。2000年7月，省政府批准成立黄冈高新技术产业开发区。2006年，省政府规范园区名称为湖北黄冈经济开发区。2015年7月，湖北黄冈经济开发区更名为“湖北黄冈高新技术产业园区”。
2017年2月，经中国务院批复升格为国家级高新技术产业开发区。

## 行政区划
黄冈经济开发区下辖以下行政区划单位：
。

## 著名企业
- 伊利乳业
- 中粮集团
- 昆仑能源
- 汇源集团
- 奥康集团
- 稳健集团
- 中牧集团
- 华海重工
- 武船重工
- 三一重工
- 飞克国际